# Nenzenheim
Nenzenheim (fränkisch: Nandsni) ist ein Gemeindeteil der Stadt Iphofen im unterfränkischen Landkreis Kitzingen. Die Gemarkung Nenzenheim hat eine Fläche von 10,679 km². Sie ist in 1445 Flurstücke aufgeteilt, die eine durchschnittliche Flurstücksfläche von 7390,43 m² haben. In ihr liegt neben dem namensgebenden Ort der Gemeindeteil Herrgottsmühle.

## Geografie
Nenzenheim liegt im äußersten Süden des Iphöfer Stadtgebietes. Nördlich befindet sich Mönchsondheim, im Nordosten Dornheim, während der Südosten und Süden vom Landkreis Neustadt an der Aisch-Bad Windsheim eingenommen wird. Südwestlich liegt der Tannenberg, der Nenzenheim von Seinsheim trennt. Nordwestlich beginnt das Gemeindegebiet von Willanzheim. Nenzenheim gehört zur Hellmitzheimer Bucht. Diese schiebt sich in tief in den Steigerwald hinein und öffnet sich westwärts zum Maintal.:8 Südöstlich von Nenzenheim befindet sich mit der Acrodus-Corbula-Zone SE von Nenzenheim ein vom Bayerischen Landesamt für Umwelt eingetragenes Geotop.
Die Staatsstraße 2418 führt nach Dornheim (3,3 km nordöstlich) bzw. nach Hüttenheim (2,2 km westlich). Die Kreisstraße KT 1/NEA 42 führt nach Mönchsondheim (3 km nördlich) bzw. nach Reusch (6,5 km südlich). Die Kreisstraße KT 1/NEA 32 führt nach Krassolzheim (6 km südöstlich).

## Geschichte
Das Grundwort –heim findet sich typischerweise bei Orten zur Zeit der Fränkischen Landnahme (6. oder 7. Jahrhundert). Im Jahr 1158 wurde Nenzenheim erstmals urkundlich erwähnt. Wechselnde Herrschaften prägten das Dorf. So waren die Herren von Hohenlohe, die Grafen von Castell, die  Herren von Seinsheim/Schwarzenberg, von Hutten und die Markgrafen von Ansbach in Nenzenheim begütert. Lange Zeit hatte Nenzenheim zusammen mit sieben anderen Dörfern Anteil am sogenannten Kunigundenwald, der in Form einer Markgenossenschaft verwaltet wurde. Erst 1458 löste man diese Form der Verwaltung auf.
1806 kam Nenzenheim schließlich zum Königreich Bayern. Im Rahmen des Gemeindeedikts (frühes 19. Jahrhundert) wurde der Steuerdistrikt Nenzenheim gebildet. Zu diesem gehörten Frankenberg, Herrgottsmühle und Julianahof. Wenig später entstand die Ruralgemeinde Nenzenheim, zu der die Herrgottsmühle gehörte. Sie unterstand in Verwaltung und Gerichtsbarkeit dem Herrschaftsgericht Hohenlandsberg und in der Finanzverwaltung dem Rentamt Uffenheim. Spätestens 1837 kam die Gemeinde an das Landgericht Uffenheim. Ab 1852 gehörte die Gemeinde zum Landgericht Markt Bibart und zum Rentamt Iphofen. Ab 1862 war für die Verwaltung das Bezirksamt Scheinfeld zuständig (1939 in Landkreis Scheinfeld umbenannt) und ab 1879 für die Finanzverwaltung das Rentamt Markt Bibart (1919 in Finanzamt Markt Bibart umbenannt), seit 1929 ist es das Finanzamt Kitzingen. Die Gerichtsbarkeit blieb beim Landgericht Markt Bibart, mit dessen Auflösung kam sie 1879 an das Amtsgericht Scheinfeld. 1964 hatte die Gemeinde Nenzenheim eine Gebietsfläche von 10,691 km². Am 1. Januar 1972 wurde Nenzenheim im Zuge der Gebietsreform in Bayern nach Iphofen eingemeindet.
In Nenzenheim fand als öffentliche Reaktion auf die am 26. Mai 1923 erfolgte Hinrichtung von Albert Leo Schlageter am 10. Juni (dem Tag der Beerdigung in München) eine Kundgebung mit 3000 Teilnehmern statt, wobei der spätere unterfränkische Gauleiter Otto Hellmuth eine Trauerrede für den zur nationalsozialistischen Kultfigur erhobenen Spion und Attentäter abhielt.

### Einwohnerentwicklung
Gemeinde Nenzenheim
| Jahr      | 1818  | 1840   | 1852   | 1855   | 1861   | 1867   | 1871   | 1875   | 1880   | 1885   | 1890   | 1895   | 1900   | 1905   | 1910   | 1919   | 1925   | 1933   | 1939   | 1946   | 1950   | 1952   | 1961   | 1970   |
| Einwohner | 581   | 669    | 669    | 671    | 654    | 689    | 706    | 687    | 715    | 672    | 657    | 621    | 591    | 574    | 557    | 538    | 541    | 564    | 519    | 631    | 638    | 605    | 543    | 523    |
| Häuser    | 160   | 121    |        |        |        |        | 135    |        |        | 130    | 137    |        | 143    |        |        |        | 124    |        |        |        | 115    |        | 115    |        |
| Quelle    | [ 9 ] | [ 18 ] | [ 19 ] | [ 19 ] | [ 20 ] | [ 21 ] | [ 22 ] | [ 23 ] | [ 24 ] | [ 25 ] | [ 26 ] | [ 19 ] | [ 27 ] | [ 19 ] | [ 28 ] | [ 19 ] | [ 29 ] | [ 19 ] | [ 19 ] | [ 19 ] | [ 30 ] | [ 19 ] | [ 12 ] | [ 31 ] |

Ort Nenzenheim
| Jahr      | 001818 | 001836 | 001840 | 001861 | 001871 | 001885 | 001900 | 001925 | 001950 | 001961 | 001970 | 001987 | 002013 |
| Einwohner | 577    | 686    | 669    | 614    | 700    | 666    | 588    | 536    | 633    | 537    | 518    | 465    | 479    |
| Häuser    | 158    | 140    | 121    |        |        | 129    | 142    | 123    | 114    | 114    |        | 129    |        |
| Quelle    | [ 9 ]  | [ 11 ] | [ 18 ] | [ 20 ] | [ 22 ] | [ 25 ] | [ 27 ] | [ 29 ] | [ 30 ] | [ 12 ] | [ 31 ] | [ 32 ] | [ 2 ]  |

## Kultur und Sehenswürdigkeiten

### Baudenkmäler

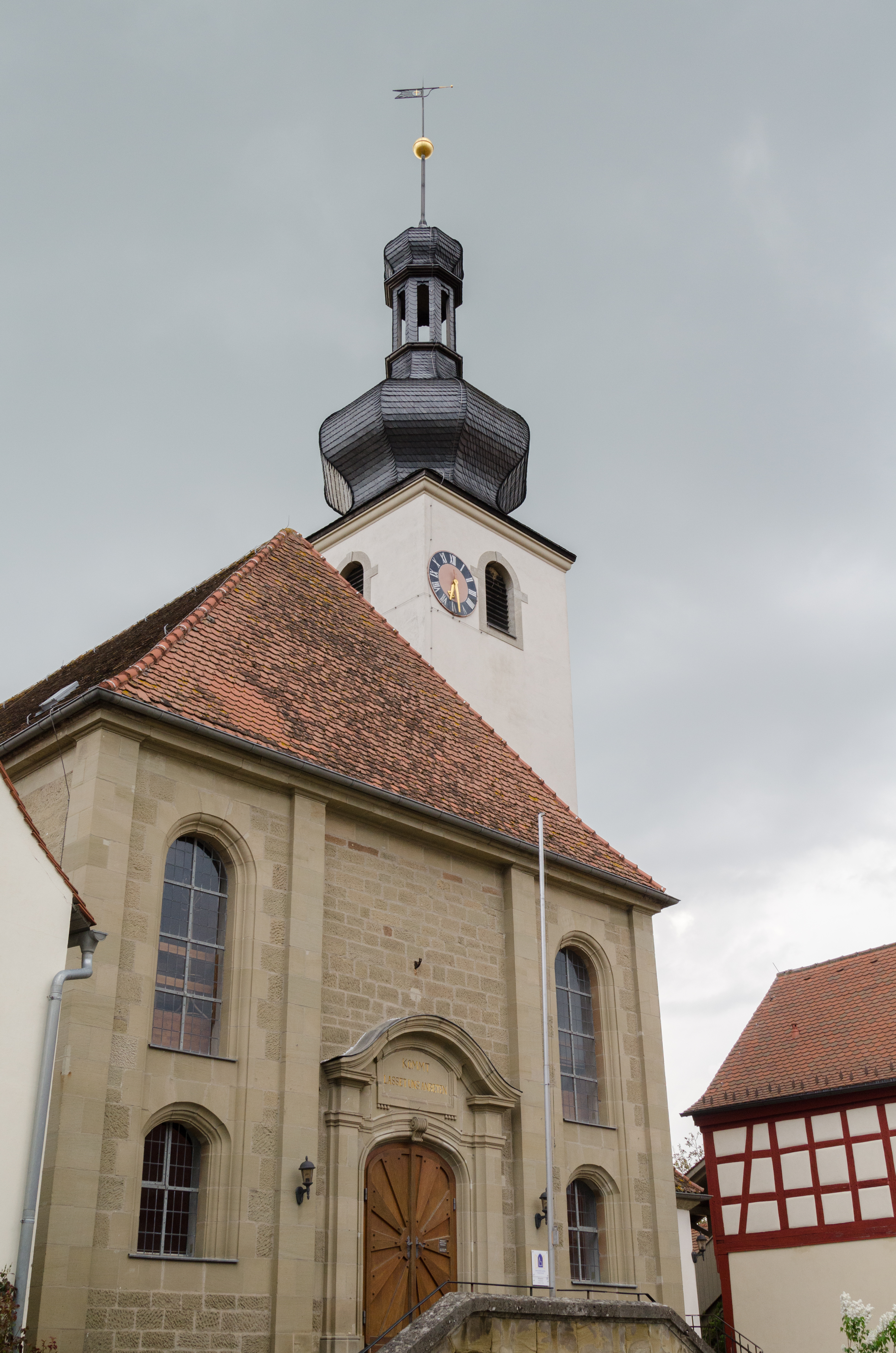
Die Kirche in Nenzenheim

In Nenzenheim gibt es 18 Baudenkmäler, darunter:
- Die evangelische Pfarrkirche entstand in ihrer heutigen Form im Jahr 1946 nach den Zerstörungen im Zweiten Weltkrieg. Reste des Vorgängerbaus von 1910 und der ursprünglichen, barocken Anlage des 18. Jahrhunderts blieben erhalten. Die Innenausstattung entstand ebenfalls in den 1950er-Jahren. Eine Auferstehungsgruppe des Münchner Künstlers Gollwitzer füllt heute den Altarraum aus.
- Eine Kirchenburg umgibt das Gotteshaus. Sie entstand im Spätmittelalter und weist einen nahezu rechtwinkligen Grundriss auf. Im Nordwesten der Anlage befindet sich das ehemalige Rathaus der Gemeinde von 1544. Im Friedhof haben sich einige Grabsteine des 18. und 19. Jahrhunderts erhalten. Mehrere Erdkeller aus dem 19. Jahrhundert liegen im Dorf.
- Andreas-Därr-Turm, ein 1927 auf dem südöstlich von Nenzenheim liegenden Iffigheimer Berg errichteter 27 m hoher Aussichtsturm.[34][35]

### Sage
In der Nähe von Nenzenheim, auf den sogenannten Riedäckern, entspringt eine kleine Quelle. Sie fließt dem Hirtenbach zu. Aus der Quelle stiegen in vergangener Zeit drei Meerjungfern auf. Sie kamen einmal jährlich zum Tanz nach Nenzenheim. Allerdings mussten sie die Veranstaltung immer vor Mitternacht verlassen. Einmal aber wurden sie von den Burschen aus dem Dorf auf der Tanzveranstaltung auch nach Mitternacht aufgehalten.
Die drei Meerjungfrauen sagten daraufhin, sie würden nie mehr wiederkehren können. Sie seien dem Tod geweiht, weil sie nicht zur verabredeten Zeit zurückkehrten. Die Burschen glaubten ihnen nicht und begleiteten sie zur Quelle. Als die Mädchen in die Quelle eintauchten, schoss plötzlich ein roter Strahl in den Himmel. Es war das Blut der Meerjungfern. In Nenzenheim hat man die drei danach nie wieder gesehen.

## Persönlichkeiten
- Friedrich Ludwig Ritter von Seiffert (1825–), Oberstlandesgerichtsrat in München
- Gustav Ritter von Ebermayer (1839–1911), Ingenieur, Generaldirektor der königlich-bayerischen Staatseisenbahnen, Mitglied preußische Akademie des Bauwesens[37]